# Rick Overton
Pour les articles homonymes, voir Overton.
Rick Overton, né le 10 août 1954 à Forest Hills, est un acteur américain.

## Biographie
Rick Overton est le fils du pianiste Hall Overton et de la chanteuse Nancy Swain, membre des Chordettes. Il grandit dans le New Jersey et fait du stand-up à New York dans les années 1970. Tout en continuant le stand-up, il se lance dans le cinéma au début des années 1980. IL joue dès lors dans plus de 140 films ou séries télévisées, essentiellement dans des seconds rôles, apparaissant notamment dans : Le Flic de Beverly Hills, Willow, Les Aventures de Rocketeer, Un jour sans fin, Madame Doubtfire, En direct sur Edtv, Arac Attack, les monstres à huit pattes, New York Taxi, Braqueurs amateurs, Sept Ans de séduction, Cloverfield, The Informant!, The Dinner et Bad Teacher.
A la télévision, il joue dans de nombreuses séries télévisées : Loïs et Clark : Les Nouvelles Aventures de Superman, Histoires fantastiques, Seinfeld, Chérie, j'ai rétréci les gosses, Urgences, Charmed, JAG, New York Police Blues, Alias, Lost : Les Disparus, Six Feet Under, The Office et True Blood.

## Filmographie

### Cinéma
- 1982 : Docteurs in love : Dr Thurman Flicker
- 1984 : Le Flic de Beverly Hills : le superviseur de l'entrepôt
- 1986 : Gung Ho, du saké dans le moteur : Googie
- 1986 : Un sacré bordel ! : Compagnon
- 1987 : Million Dollar Mystery : Stuart Briggs
- 1988 : Willow : Franjean
- 1988 : Objectif Terrienne : Dr Rick
- 1989 : A Sinful Life
- 1989 : Vengeance aveugle : Tector Pike
- 1991 : Les Aventures de Rocketeer : le capitaine du South Seas
- 1993 : Un jour sans fin : Ralph
- 1993 : Madame Doubtfire : le maître d'hôtel
- 1994 : Les Croisés du cosmos : Sir Roger
- 1999 : En direct sur Edtv : Barry
- 2002 : Arac Attack, les monstres à huit pattes : Pete Willis
- 2004 : Fat Albert : Gillespie
- 2004 : New York Taxi : Man at Taxi Convention
- 2005 : Braqueurs amateurs : Head Shop Clerk
- 2005 : Sept Ans de séduction : le tailleur
- 2006 : The Tripper : Hal Burton
- 2006 : Pledge This: Panique à la fac ! : Jones
- 2008 : Cloverfield : Frantic Man
- 2009 : The Informant! : Terry Wilson
- 2010 : The Dinner : Chuck
- 2011 : Bad Teacher : Philip
- 2014 : Ghost Bastards 2 : le professeur Wilde

### Télévision
- 1987 : Histoires fantastiques (série télévisée, saison 2 épisode 21) : John Aubrey
- 1993 : Seinfeld (série télévisée, saison 4 épisodes 22 et 23) : The Drake
- 1994-1995 : Loïs et Clark : Les Nouvelles Aventures de Superman (série télévisée, saison 2 épisodes 4 et 15) : Victor
- 1996 : Mariés, deux enfants (série télévisée, saison 11 épisodes 4 et 5) : Dr Fisher
- 1997 : Urgences (série télévisée, saison 4 épisode 5) : M. McNamara
- 1998 : Dingue de toi (série télévisée, saison 6 épisodes 10 et 12) : Earl
- 1998 : Chérie, j'ai rétréci les gosses (série télévisée, saison 1 épisode 15) : George
- 2000 : The Secret Adventures of Jules Verne (série télévisée, 5 épisodes) : le comte Gregory
- 2000 : Charmed (série télévisée, 3 épisodes) : un membre des Triades
- 2001 : JAG (série télévisée, saison 6 épisode 20) : William Markey
- 2002 : New York Police Blues (série télévisée, saison 10 épisode 9) : Richard Webb
- 2004 : According to Jim (série télévisée, saison 3 épisode 21) : Rick
- 2004 : Six Feet Under (série télévisée, saison 4 épisode 2) : Thomas Sheedy
- 2005 : Alias (série télévisée, saison 4 épisode 5) : Alexei Vasilevich
- 2005 : Lost : Les Disparus (série télévisée, saison 2 épisode 8) : Matthew Reed
- 2008-2009 : Leverage (série télévisée, 3 épisodes) : Taggert
- 2009-2010 : The Office (série télévisée, 3 épisodes) : M. Beesly
- 2011 : The Middle (série télévisée, saison 2 épisode 12) : Obadiah
- 2011 : Chaos (série télévisée, 8 épisodes) : Alan Blanke
- 2012 : Last Man Standing (série télévisée, saison 1 épisode 21) : Ted Dryer
- 2012 : The League (série télévisée, saison 4 épisode 7) : M. Rosenthal
- 2014 : True Blood (série télévisée, saison 7 épisode 7) : Stewart Shelby